# Quand Biron voulut danser

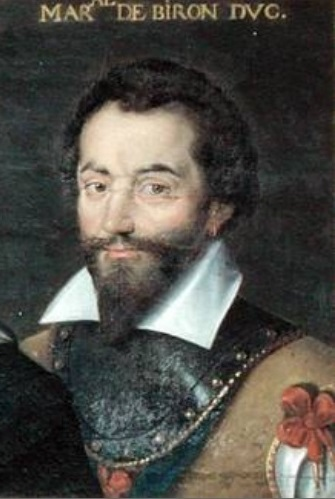
Charles de Gontaut, duc de Biron (1562-1602).

Quand Biron voulut danser, parfois nommé La Ronde de Biron, est une chanson enfantine française qui date des premières années  du XVIIe siècle, voire de la fin du XVIe siècle.
Les paroles comme la mélodie ont connu différentes adaptations au fil du temps. Le thème musical se retrouve notamment dans le Kyrie de la Messe de minuit de Marc-Antoine Charpentier et dans un chant de Noël intitulé Joseph est bien marié.

## Histoire
L'identité du personnage de « Biron » reste incertaine. La plupart des sources y reconnaissent une allusion à Charles de Gontaut, duc de Biron (1562-1602) et ami personnel du roi Henri IV, qu'il trahit cependant au profit de la Savoie, ce qui lui valut d'être exécuté en juillet 1602. La chanson serait alors un commentaire narquois sur le sort de ce maréchal de France qui finit décapité. Sa mort sur l'échafaud fit l'objet, à l'époque, de plusieurs refrains populaires.
Selon d'autres sources, l'invitation ironique à « danser » se référerait plutôt à son père, Armand de Gontaut-Biron (1524-1592), également maréchal de France, car il était devenu boiteux à la suite de ses blessures de guerre. Ainsi Prosper Tarbé propose-t-il de dater la chanson de l'année de sa mort, 1592. Pour Henri-Irénée Marrou, toutefois, il s'agit bien de Charles de Gontaut et du commencement du XVIIe siècle.
Toujours est-il que la chanson se trouve dans des manuscrits du début du XVIIe siècle ainsi que dans le tome 1 de la Clef des chansonniers, ou Recueil des vaudevilles inconnus depuis cent ans et plus, publié par Ballard en 1717.
La chanson a été enregistrée au cours des XXe et XXIe siècles par différents interprètes, dont Jacques Douai, Denise Benoit ou encore Chihiro Yamanaka pour un arrangement au piano sans paroles.

## Texte
Chacun des couplets commence par la phrase « Quand Biron voulut danser » puis se poursuit par l'énumération des vêtements et des accessoires que Biron « fit apporter ». Ceux-ci se succèdent dans un jeu de rimes ou de simples assonances. En fonction des interprètes, le texte comporte quelques variantes. Le couplet se conclut chaque fois par un court refrain : « Ses souliers tout ronds... Vous danserez, Biron ! » La particularité de cette accumulation est que les éléments de la liste ne se remplacent pas : ils s'additionnent, ce qui augmente progressivement la longueur des strophes.

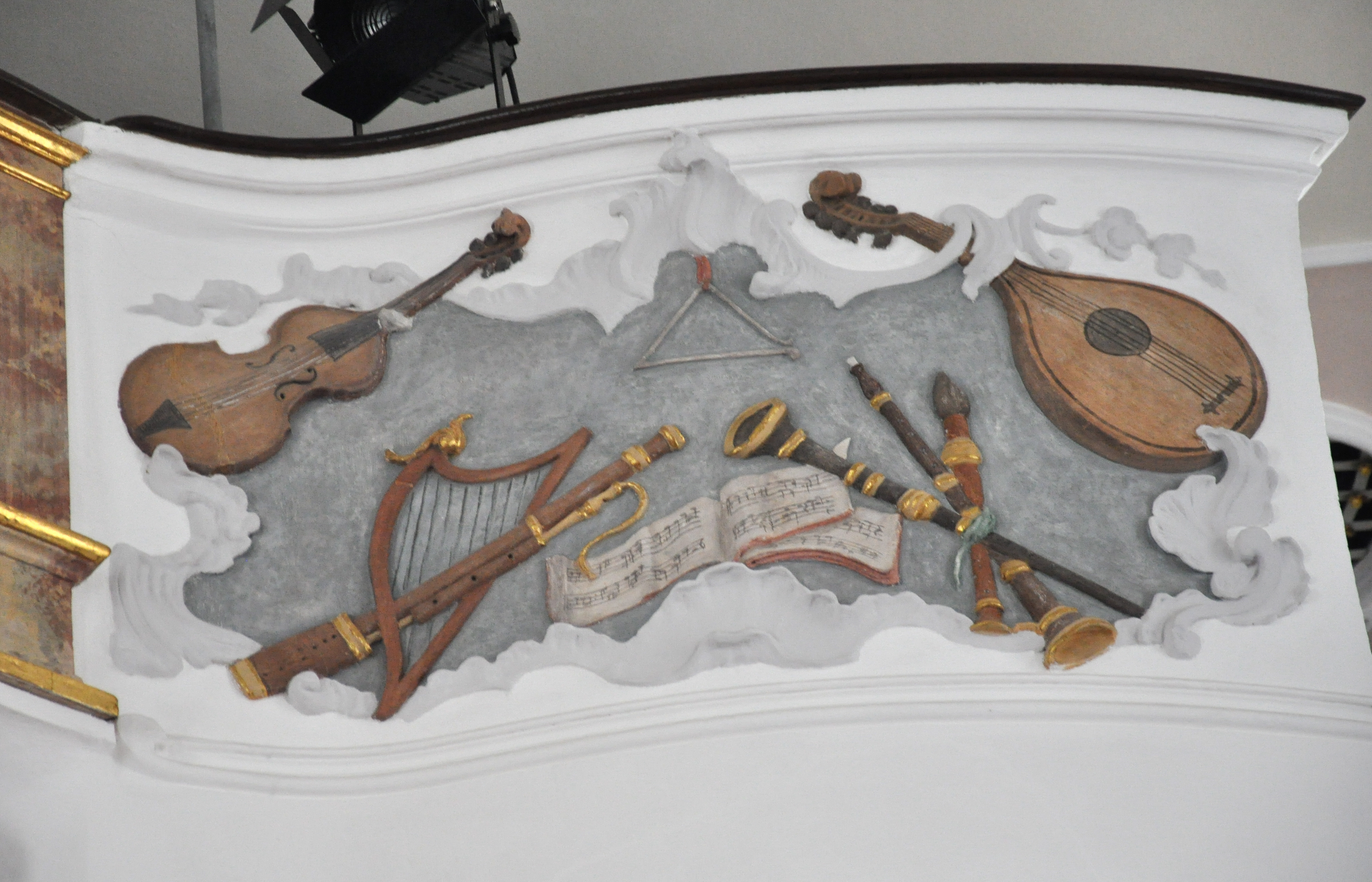
Son violon, son basson...
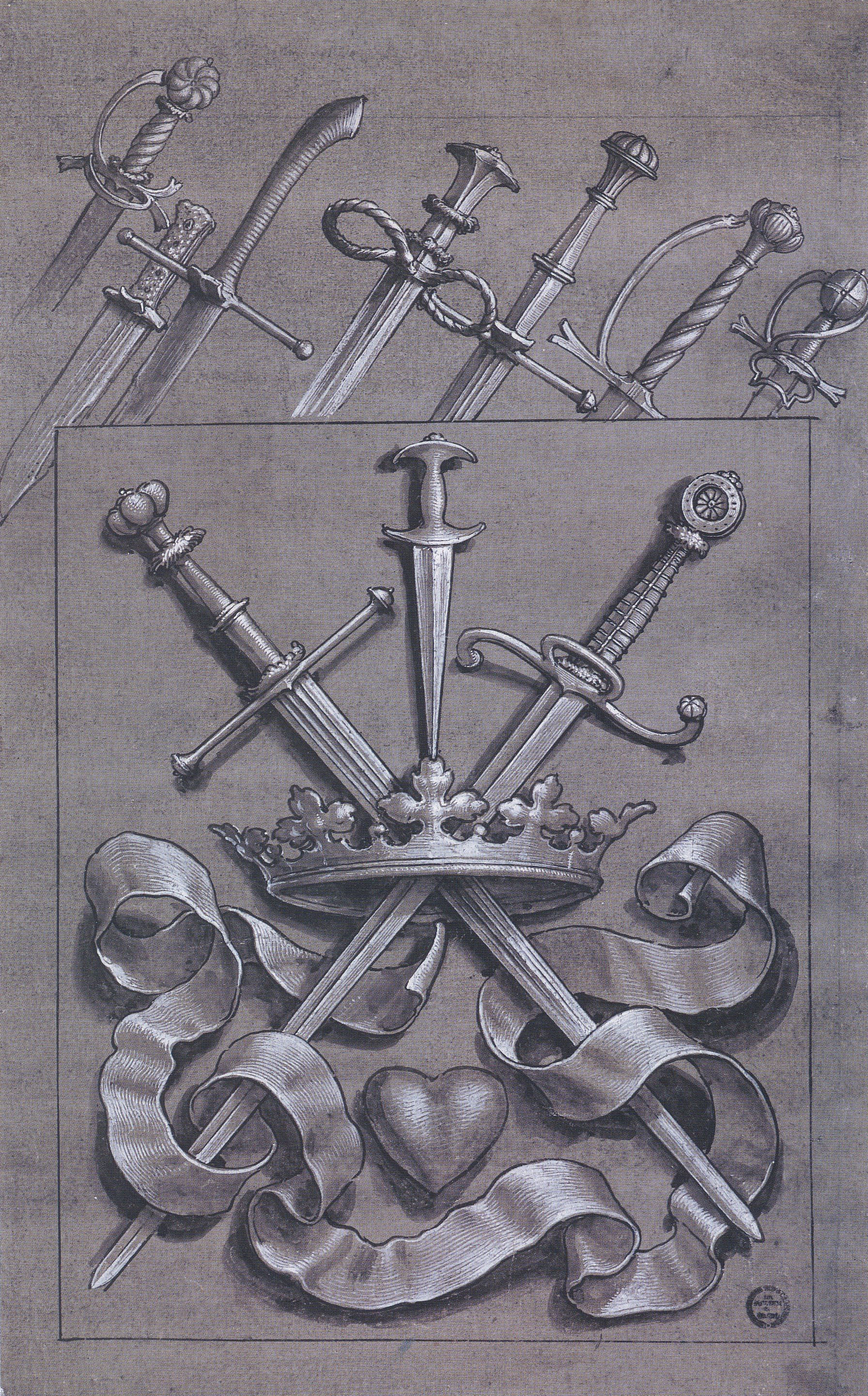
Son épée affilée... (dessin de Holbein)
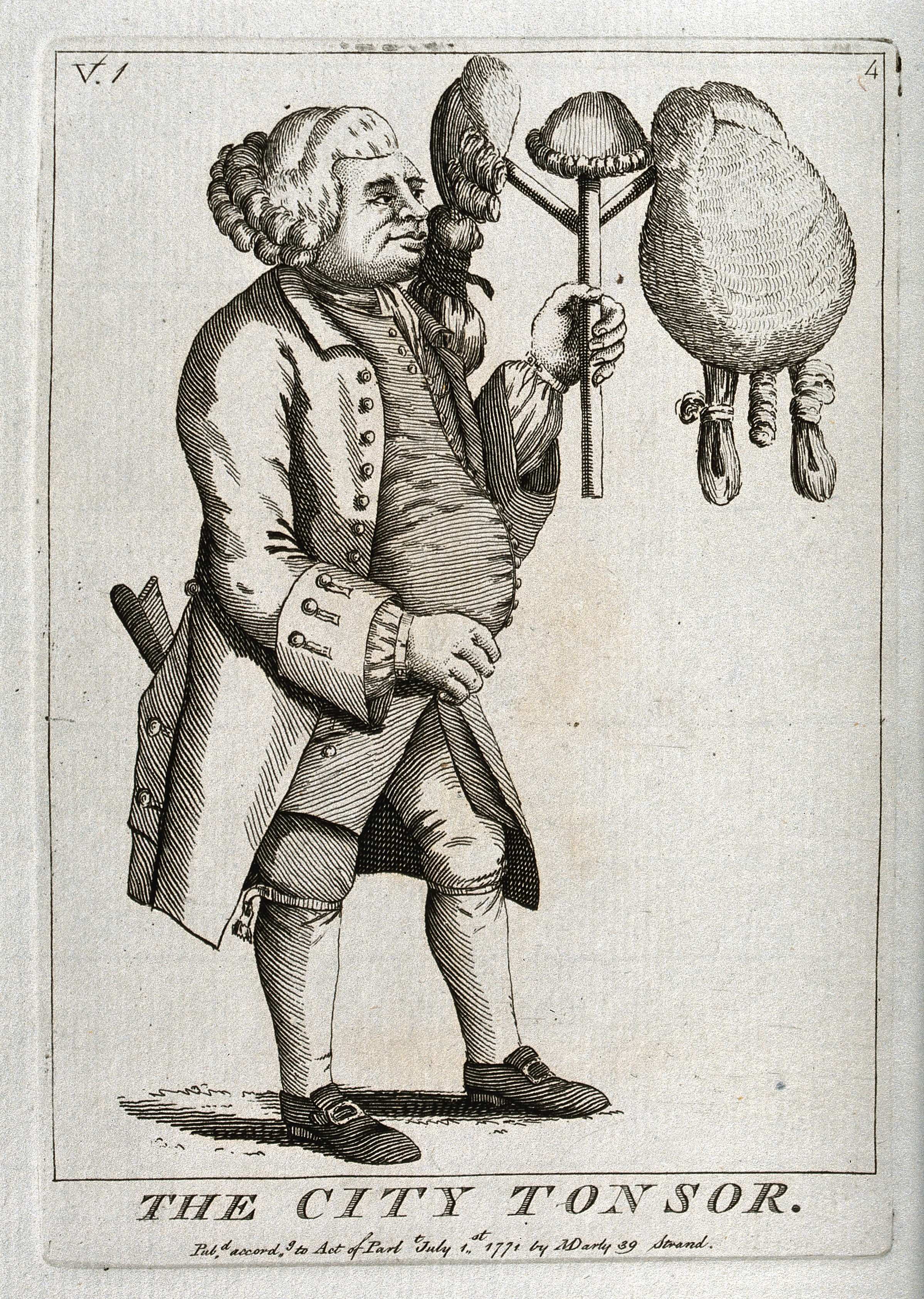
Sa perruque à la turque…
Ses souliers tout ronds...

## Adaptations musicales
Quand Biron voulut danser a connu de multiples adaptations orchestrales ou vocales au cours des siècles : sa mélodie constitue par exemple le thème principal du Kyrie de la Messe de minuit de Marc-Antoine Charpentier (v. 1690). Sa musique est également celle d'un cantique de Noël traditionnel, en ré mineur, intitulé Joseph est bien marié/ À la fille de Jessé,,, dont Claude Balbastre a signé en 1770 une transcription pour orgue.

## Postérité
La chanson fut quelquefois reprise à la cour de Versailles sous une forme satirique avec un texte parodié, entre autres par Beaumarchais, dit-on. Bachaumont, notamment, relève en 1773 l'apparition de « vaudevilles » moqueurs, dont un couplet qui commence par : « Quand Biron voulut juger / Son Épée fit apporter, / Ses lunettes, / Pas trop nettes, / Son esprit tout rond ; / Vous jugerez, Biron. » Nougaret cite Guillaume Imbert qui précise que l'on a « attribué à M. de Beaumarchais une ronde sur l'Air : "Quand Biron voulut danser", qui a été chantée et dansée à la cour même » et dont la première strophe était : « Quand Biron voulut danser / Sitôt il fut s'adresser / À d'Estaing, bon maître de danse, / Afin d'apprendre la cadence : / Au bruit du canon / Vous danserez, Biron. »
Jean-Baptiste Weckerlin signale l'existence d'une variante du texte, mais sur un air différent : la Chanson d'Cramignon, qui figure dans le recueil Chansons wallonnes publié à Liège en 1844. Ces paroles sont : Piron n’vout nin dansé/ Si n’a des noûs solés,/ Et des solés tot ronds/ Po fé’ dansé Piron.